# Valeri Neverov
Valeri Neverov est un joueur d'échecs soviétique puis ukrainien né le 21 juin 1964 à Kharkiv. Il est grand maître international depuis 1991. Quadruple champion d'Ukraine, il a terminé trois fois de suite premier du tournoi de Hastings.
Au 1er juin 2018, Neverov est le  46e joueur ukrainien avec un classement Elo de 2 492 points.

## Carrière

### Années 1980
Valeri Neverov a reçu le titre de maître international en 1986. Il a remporté le championnat d'Ukraine en 1983, 1985, 1988 et 1996 (à Yalta).
Dans les années 1980 et 1990, il remporta les tournois de ;
- Poznań 1988 ;
- Tbilissi 1989 (championnat d'URSS des jeunes) ;
- Odessa 1989 (mémorial Kotov).

### Années 1990
Dans les années 1990, il devint grand maître international en 1991 et remporta :
- le tournoi international de Voskressensk 1990 ;
- l'open d'Alouchta 1990 ;
- le mémorial Capablanca en 1991 ;
- Bucarest 1993 ;
- la Politiken Cup à Copenhague 1994 (premier ex æquo) ;

Lors du dernier championnat d'URSS, disputé en 1991, il marqua 4 points sur 11. En 1993, il finit deuxième à l'open de Saint-Pétersbourg 1993. 

### Années 2000
Dans les années 2000, il finit deuxième de l'open de Cappelle-la-Grande 2002. En 2004, il remporta le tournoi de Teheran.
En 2005-2006, Neverov finit seul premier du tournoi de Hastings.  En 2006-2007 et 2007-2008, il  a terminé premier ex æquo du tournoi de Hastings (deuxième au départage en 2006-2007).
Neverov a participé à l'olympiade d'échecs de 2002 à Bled (Slovénie) comme échiquier de réserve (1 point sur 4).
En 2004, il a été éliminé au premier tour du championnat du monde de la Fédération internationale des échecs 2004 à Tripoli, battu par Shakhriyar Mamedyarov.

## Publication
- (en) Valeri Neverov et Peter Marusenko, New Ideas in the Sveshnikov Sicilian, Batsford, 1996,  (ISBN 0-7134-7809-8)